# 미아사촌
미아사촌(일본어: 美麻村)은 일본 나가노현 기타아즈미군에 설치되었던 촌이다. 2006년 1월 1일, 인접한 야사카촌과 함께 오마치시에 편입되었다.

## 지리
나가노 현 북서부에 위치하며 둘레가 1000m급 산들로 둘러싸인 산촌이다.

## 역사
- 1875년 2월 5일 - 지쿠마현 아즈미 군 오시오 촌·기리아케 닛타 촌·니에 촌·신유키 닛타 촌·고지 촌·아오구 촌·치미 촌이 합병해 미아사촌이 되었다.
- 1876년 8월 21일 - 나가노현의 소속이 되었다.
- 1879년 1월 4일 - 군구정촌 편제법 시행으로 기타아즈미 군 소속이 되었다.
- 1889년 4월 1일 - 정촌제 시행과 함께 미아사촌 단독으로 자치체를 형성하였다.
- 2006년 1월 1일 - 오마치시에 편입되었다. 동일 미아사촌은 폐지되었다.

## 교통
- 나가노 현도 제33호선
- 나가노 현도 제93호선
- 나가노 현도 제394호선
- 나가노 현도 제497호선